# Jesús Díez del Corral
Jesús Díez del Corral est un joueur d'échecs espagnol né le 6 avril 1933 à Saragosse et mort le 19 février 2010 à Marid. Joueur d'échecs amateur, il était comptable de profession et fut champion d'Espagne à deux reprises (en 1955 et 1965). En 1974, il devint le deuxième joueur espagnol à recevoir le titre de grand maître international après Arturo Pomar.
Il a représenté l'Espagne lors de sept olympiades entre 1960 et 1982, jouant à trois reprises (de 1978 à 1982) au premier échiquier. Il remporta une médaille de bronze individuelle lors de l'olympiade d'échecs de 1962 où il jouait au deuxième échiquier et marqua 10,5 points sur 16.